# جان ادوارد کپر
جان ادوارد کپر (انگلیسی: John Capper؛ ۷ دسامبر ۱۸۶۱ – ۲۴ مه ۱۹۵۵) فرد نظامی اهل بریتانیا بود. وی همچنین برندهٔ جوایزی همچون نشان حمام و نشان سلطنتی ویکتوریایی شده‌است.